# Rai, Orne

Rai este o comună în departamentul Orne, Franța. În 1 ianuarie 2022 avea o populație de 1.437 de locuitori.